# Vinterbørn
Pour plus de détails, voir Fiche technique et Distribution.
Vinterbørn est un film danois réalisé par Astrid Henning-Jensen, sorti en 1978.

## Fiche technique
- Titre : Vinterbørn
- Réalisation : Astrid Henning-Jensen
- Scénario : Astrid Henning-Jensen d'après le roman de Dea Trier Mørch
- Musique : Hans-Erik Philip
- Pays d'origine : Danemark
- Format : Couleurs - Mono
- Genre : drame
- Durée : 100 minutes
- Date de sortie : 1978

## Distribution
- Ann-Mari Max Hansen : Marie
- Helle Hertz : Signe
- Lone Kellerman : Olivia
- Lea Risum Brøgger : Linda
- Berrit Kvorning : Gertrud
- Birgit Conradi : Karen Margarethe
- Mimi Vang Olsen : Habiba
- Merete Axelberg : Veronica
- Lene Brøndum (en) : Tenna
- Ulla Gottlieb : Yvonne
- Jannie Faurschou : Connie
- Jesper Christensen : Anders

## Récompense
- Ours d'argent du meilleur réalisateur lors de la Berlinale 1979.